# Dendrophyllia micranthus
Espèce
Dendrophyllia micranthus est une espèce de coraux appartenant à la famille des Dendrophylliidae.